# Bob Adams
Bob Adams, född 20 december 1924, död 23 februari 2019, var en friidrottare från Kanada. Han deltog vid olympiska sommarspelen 1952.